# Enfield Town F.C.
Enfield Town Football Club es un club de fútbol de la ciudad de Enfield, Gran Londres, Inglaterra. Fundado en 2001, se trató de una escisión por parte de fanáticos del Enfield F.C. Participa actualmente de la Primera División de la Isthmian League, liga regional de Londres y el sureste inglés. Oficia de local en el Estadio Queen Elizabeth II. En su escudo se encuentra la bestia de Enfield, criatura ficticia de la heráldica.

## Historia
El club fue fundado el 23 de junio de 2001 por un Supporters' Trust del Enfield F.C. al considerar que las autoridades a cargo del club ya no respondían a sus intereses con el corazón y la voluntad suficientes para mudar nuevamente al club a su lugar natal, habiendo abandonado su ubicación de Southbury Road en 1999.
La escisión se dio a partir del retiro del presidente de Enfield de un preacuerdo con el trust  El acuerdo permitiría a sus miembros hacerse cargo de la gestión de un club libre de deudas, así como recibir £100.000 provenientes de la venta de Southbury Road.
El club recién formado fue admitido en la Essex Senior League para la temporada 2001-02, tres divisiones por debajo de la División Premier de la Isthmian League donde Enfield F.C. siguió jugando. En su primera temporada, Enfield Town F.C. terminó segundo en la liga y ganó la Copa de la Liga, el Capital Counties Feeder Leagues Trophy y la Middlesex Senior Charity Cup. La siguiente temporada ganó la Essex Senior League, pero no fue ascendido por cuestiones de clasificación. A pesar de haber alcanzado un cuarto lugar en la temporada 2003-04, en mayo de 2004 la Isthmian League invitó al club a unirse a la Segunda División, aunque más tarde rescindió la oferta. Ganaron la Essex Senior League por segunda vez en 2004-05, y ascendieron a la Primera División Este de la Southern League, de la que Enfield también era miembro. En su primera temporada en dicha liga finalizaron en primera posición, obteniendo la clasificación para los play-offs, donde fueron derrotados por 3-1 tras la prórroga en las semifinales por el Wivenhoe Town.
En el verano de 2006 el club fue transferido a la Primera División Norte de la Isthmian League.  En la temporada 2006-07 volvió a terminar tercero, pero perdió por 4-2 ante la AFC Sudbury en las semifinales de los play-offs. Al final de la temporada, Enfield F.C.fue disuelto y el presidente del Enfield Town, Paul Millington, emitió un comunicado en el que sugería que los dos clubes se fusionaran. Sin embargo, los jugadores, oficiales y aficionados de Enfield rechazaron la oferta y formaron un nuevo club llamado Enfield 1893. Enfield Town se clasificó nuevamente para los play-offs en 2009-10 tras terminar en cuarto lugar. No obstante, después de vencer a Wingate & Finchley por 3-2 en las semifinales, perdieron por 3-1 en la final contra el Concord Rangers. En la temporada 2011-12 finalizaron como subcampeones de la división y llegaron a ganar los play-offs con una victoria por 1-0 sobre el Needham Market en la final, lo que les permitió ascender a la Primera División.
Al comienzo de la temporada 2012-13 el club ganó la Supporters Direct Cup, derrotando al Wrexham por 3-1. La retuvieron la temporada siguiente, venciendo al YB SK Beveren de Bélgica 8-2. En 2016-17 finalizaron cuartos en la Primera División de la Isthmian League, para luegoperder 4-2 ante Dulwich Hamlet en las semifinales de los play-offs. En la temporada 2018-19 el club se consagró en la Copa de la Isthmian League, venciendo al AFC Hornchurch 2-0 en la final.

Exterior del Estadio Queen Elizabeth II en 2017.

Campo de juego del Estadio Queen Elizabeth II durante el 2017.

El club jugaba originalmente en el campo de juego de Goldsdown Road de Brimsdown Rovers, donde más tarde se le unió Enfield 1893. En octubre de 2008, el Consejo local de Enfield anunció un acuerdo con el club que le permitía trasladarse al estadio Queen Elizabeth II, cerca del antiguo terreno de Southbury Road de Enfield. Al finalizar la temporada 2009-10, el club recibió una subvención de £81.504 del Fondo para la primera fase de las obras del nuevo terreno.
Abandonaron Goldsdown Road al final de la temporada 2010-11, llevándose consigo gran parte de la infraestructura del terreno, lo que dio lugar a que Enfield 1893, que había ganado la Essex Senior League, no pudiera ascender a la Isthmian League, ya que el terreno ya no cumplía con los estándares exigidos por la liga. Tras compartir los primeros meses de la temporada 2011-12 el terreno en el Estadio Cheshunt, se trasladaron al Estadio Queen Elizabeth II en noviembre de 2011, siendo el primer partido una victoria contra Harefield United en la Middlesex Senior Cup el 9 de noviembre. El terreno se inauguró oficialmente con un partido amistoso contra el Tottenham Hotspur el 16 de noviembre, en el que se registró el récord de asistencia del club con 969 localidades.

## Autoridades del club
| Presidente             | Paul Reed       |
| Vicepresidente         | Paul Millington |
| Director deportivo     | Andy Leese      |
| Subdirector            | Mario Noto      |
| Director técnico       | Steve Gales     |
| Entrenador de porteros | Ed Thompson     |
| Fuente: Enfield Town   |                 |

### Historia directiva
| Director                | Periodo | G   |     | D  | L  | Gana % | Honores |
| ----------------------- | ------- | --- | --- | -- | -- | ------ | --- |
| Jim Chandler            | 2001–08 | 354 | 215 | 58 | 81 | 60.7   | Essex Senior League (2002–03, 2004–05) Copa de la Essex Senior League (2001–02, 2003–04) Cherry Red Books Trophy (2001–02) Middlesex Charity Cup (2001–02, 2007–08) Gordon Brasted Memorial Trophy (2002–03) |
| Stewart Margolis        | 2008–09 | 59  | 24  | 10 | 25 | 40.7   | |
| Steve Newing            | 2009–13 | 235 | 116 | 33 | 86 | 49.4   | George Ruffell Memorial Trophy (2009-10) |
| Bryan and Peter Hammatt | 2013    | 4   | 0   | 0  | 4  | 0.0    | |
| George Borg             | 2013–14 | 34  | 11  | 10 | 13 | 32.4   | |
| Bradley Quinton         | 2014–17 | 114 | 63  | 14 | 37 | 55.3   | |
| Andy Leese              | 2017–   |     |     |    |    |        | Copa de la Isthmian League (2018-19) |
| Fuente: Enfield Town    |         |     |     |    |    |        | |

## Otros equipos

### Reservas
El club creó un equipo de reserva a tiempo para la temporada 2006-07 y se unió a la División Este de la Capital League. El equipo sub-21 juega en la División Norte de la Isthmian League.

### Selección femenina
El club tiene asimismo una selección femenina, que compite en la FA Women's Premier League.

## Palmarés
- Isthmian League
  - Campeones de la Copa de la Liga 2018-19
- Essex Senior League
  - Campeones 2002-03, 2004-05
  - Campeones de la Copa de la Liga 2001-02, 2003-04
- Cherry Red Books Trophy
  - Campeones 2001-02
- Middlesex Charity Cup
  - Ganadores 2001-02, 2007-08
- Supporters Direct Cup
  - Campeones 2006-07, 2011-12, 2012-13
- George Ruffell Memorial Shield
  - Campeones 2009-10

## Registros
- Mejor desempeño en la FA Cup: Cuarta ronda de clasificación, 2015-16
- Mejor desempeño en el FA Trophy: Tercera ronda de clasificación, 2012-13
- Mejor desempeño en la FA Vase: Tercera ronda, 2003-04, 2004-05
- Mayor público: 969 personas (vs Tottenham Hotspur, partido amistoso, noviembre de 2011)[16]
- Mayor goleada a favor: 7-0 vs Ilford, 29 de abril de 2003[17]
- Más partidos jugados: Rudi Sala[18]
- Goleador histórico: Liam Hope, 108 goles (2009-2015)[19]